# 湘南軌道
湘南軌道（しょうなんきどう）は、かつて神奈川県に存在した軽便鉄道およびその運営会社である。
秦野で産出されていた葉タバコを東海道線の二宮まで輸送することを主目的として建設され、大正期には賑わいを見せたが、1921年（大正10年）の秦野自動車（現在の神奈川中央交通）の営業開始、1923年（大正12年）の関東大震災の被災、1927年（昭和2年）の小田原急行鉄道（現在の小田急小田原線）の開通などを経て衰退し、旅客営業休止、路線休止を経て1937年（昭和12年）に廃止された。
現在では廃線跡の遺構はほとんど残っていない。

## 路線データ
廃止時点
- 路線距離（営業キロ）：10.0 km[3][4]
- 軌間：762 mm[4]
- 駅数：8駅（起終点駅含む）
- 複線区間：なし（全線単線）
- 電化区間：なし（全線非電化）

## 歴史
- 1901年（明治34年）9月20日 軌道特許状下付[4]。
- 1904年（明治37年）湘南馬車鉄道株式会社設立[1]。
- 1906年（明治39年）8月1日[4] 発起人を集め湘南馬車鉄道として秦野 - 二宮間開業 (9.0 km)。開業当初は馬車鉄道であった。当時の発起人は秦野市、二宮町、中井町など沿線の有力者をもって行われた。なお、発起人に名を連ねた人物には国会議員の伊達時や慶應義塾出身の山口（旧姓 高橋）喜十郎など福沢諭吉の知己を直接得ている人物が存在する。また、伊達時および山口喜十郎は伊勢原市に存在した自由民権運動の団体「湘南社」に深くかかわっていた。
- 1913年（大正2年）
  - 2月1日 利用者増加に伴い蒸気機関車に変更[5]
  - 2月24日 湘南軽便鉄道[注釈 1]に改称[5]
- 1918年（大正7年） 経営難により一時休止、その後湘南軌道に経営移管される
- 1923年（大正12年）9月1日 関東大震災により被災
- 1924年（大正13年）3月 秦野駅（初代）を台町駅に改称、秦野（2代目） - 台町間開業 (1.0 km)、全通
- 1927年（昭和2年）4月1日 小田原急行鉄道開通
- 1929年（昭和4年）8月14日 乗合自動車運行開始[6][7]
- 1933年（昭和8年） 旅客営業を休止、貨物営業のみとなる
- 1935年（昭和10年）10月9日 秦野 - 二宮間全線営業休止
- 1937年（昭和12年）8月25日 秦野 - 二宮間全線廃止 (-10.0 km)[8]

## 車両
細い筒の上に火の粉の飛散を防ぐための太い罐が取り付けられているという独特の形状の煙突をもった大日本軌道鉄工部製の蒸気機関車が5両運用されていた。

### 車両数の変遷
1911年（明治44年）馬車鉄道時代
- 車両：38両
- 馬：29匹

軽便鉄道時代
| 年度      | 機関車 | 客車 | 貨車 | 貨車 |
| 年度      | 機関車 | 客車 | 有蓋 | 無蓋 |
| --------- | ------ | ---- | ---- | ---- |
| 1913      | 5      | 3    | 6    | 2    |
| 1914-1917 | 5      | 3    | 2    | 12   |
| 1918      | 5      | 3    |      | 12   |
| 1919      | 5      | 4    |      | 13   |
| 1920      | 5      | 4    | 1    | 13   |
| 1921      | 5      | 4    | 2    | 20   |
| 1922-1936 | 5      | 6    | 4    | 18   |
- 鉄道院年報、鉄道院鉄道統計資料、鉄道省鉄道統計資料、鉄道統計資料各年度版

## 駅一覧
廃止時点

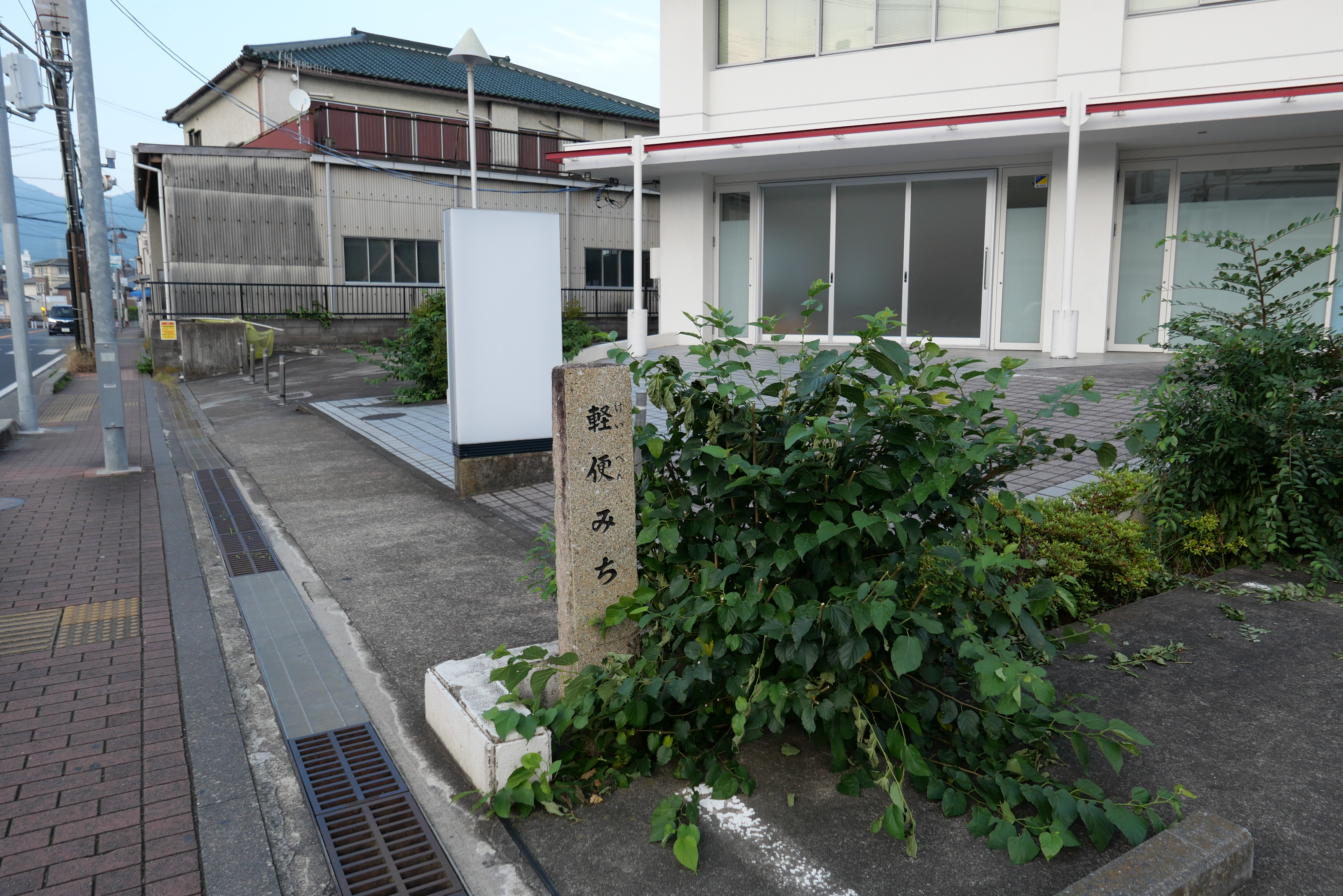
秦野駅跡地（NTT東日本秦野電話交換所内）にある「軽便みち」の碑

秦野駅* - 台町駅 - 大竹駅  - 上井ノ口駅 - 下井ノ口駅 - 一色駅 - 中里駅 - 二宮駅
湘南軌道の秦野駅のあった場所は、専売公社農場（現イオン秦野店）附近で、現在の小田急秦野駅からは離れている。
秦野駅延伸の際に同時に専売支局内への引き込み線を敷設し、局内のトロッコ線と接続した。専売公社の敷地内にたばこ類の積み下ろし専用ホームがあった。

## 接続路線
廃止時点
- 二宮駅：国鉄東海道本線
- 台町駅：小田原急行鉄道大秦野駅　徒歩8分

## 輸送・収支実績
| 年度 | 輸送人員（人） | 貨物量（トン） | 営業収入（円） | 営業費（円） | 営業益金（円） | その他益金（円） | その他損金（円）   | 支払利子（円） |
| ---- | -------------- | -------------- | -------------- | ------------ | -------------- | ---------------- | ------------------ | -------------- |
| 1908 | 74,330         | 9,418          | 17,912         | 4,806        | 13,106         | 141              | 11,542             |                |
| 1909 | 62,430         | 8,983          | 15,733         | 15,361       | 372            | 304              |                    |                |
| 1910 | 61,736         | 9,573          | 16,045         | 12,943       | 3,102          | 利子45           | 臨時工事費1,142    |                |
| 1911 | 70,220         | 10,421         | 16,212         | 13,701       | 2,511          | 利子15           |                    |                |
| 1912 | 52,819         | 11,362         | 16,726         | 13,763       | 2,963          |                  | 431                |                |
| 1913 | 79,426         | 11,669         | 21,557         | 13,495       | 8,062          |                  |                    | 5,324          |
| 1914 | 75,336         | 14,154         | 20,961         | 12,965       | 7,996          |                  | 臨時災害費36       | 5,226          |
| 1915 | 73,822         | 8,744          | 20,667         | 13,437       | 7,230          |                  |                    | 5,881          |
| 1916 | 76,542         | 14,135         | 23,019         | 16,574       | 6,445          |                  |                    | 6,659          |
| 1917 | 86,154         | 12,287         | 22,892         | 22,593       | 299            |                  |                    | 4,456          |
| 1918 | 97,990         | 2,007          | 19,769         | 32,003       | ▲ 12,234       |                  |                    |                |
| 1919 | 126,033        | 6,670          | 22,412         | 20,781       | 1,631          |                  |                    |                |
| 1920 | 108,494        | 7,300          | 32,910         | 19,075       | 13,835         |                  |                    | 3,789          |
| 1921 | 106,875        | 8,298          | 33,929         | 22,660       | 11,269         |                  |                    |                |
| 1922 | 96,187         | 6,446          | 30,455         | 22,298       | 8,157          |                  |                    |                |
| 1923 | 76,950         | 5,157          | 24,770         | 17,838       | 6,932          | 137,074          | 116,941            | 5,574          |
| 1924 | 70,770         | 9,255          | 28,270         | 20,355       | 7,915          | 22,411           | 14,948             |                |
| 1925 | 95,934         | 15,517         | 60,456         | 54,508       | 5,948          |                  |                    |                |
| 1926 | 110,343        | 14,198         | 58,613         | 56,449       | 2,164          |                  |                    |                |
| 1927 | 66,753         | 16,025         | 50,607         | 54,337       | ▲ 3,730        |                  |                    |                |
| 1928 | 54,249         | 17,125         | 41,025         | 41,196       | ▲ 171          |                  |                    |                |
| 1929 | 50,423         | 17,957         | 33,719         | 33,585       | 134            |                  | 自動車150          |                |
| 1930 | 31,261         | 15,253         | 22,219         | 21,134       | 1,085          |                  | 自動車911          |                |
| 1931 | 30,379         | 17,153         | 21,355         | 18,880       | 2,475          |                  | 自動車1,583        |                |
| 1932 | 20,748         | 17,230         | 19,521         | 18,703       | 818            | 自動車573        |                    |                |
| 1933 | 16,406         | 15,237         | 17,110         | 17,234       | ▲ 124          | 自動車414        |                    |                |
| 1934 | 14,558         | 14,479         | 18,840         | 14,750       | 4,090          |                  | 自動車3,815        |                |
| 1935 |                | 12,207         | 15,234         | 12,962       | 2,272          |                  | 雑損530自動車3,050 |                |
| 1936 |                | 13,830         | 報告未着       |              |                |                  |                    |                |

- 鉄道院年報、鉄道院鉄道統計資料、鉄道省鉄道統計資料、鉄道統計資料、鉄道統計各年度版

## その他
会社設立当初の特許は実際に開業した二宮秦野間のほか、平塚町 - 厚木町、平塚町 - 秦野町があり計3路線であったが、申請により施工取り消しとなった。
小田原急行鉄道が開通した際、既に湘南軌道に秦野駅が存在したために、小田急の駅は大秦野駅と名付けられた。この駅名は湘南軌道廃止後も続き、結局1987年に地元の要望で秦野駅に改称されるまで、半世紀にわたって秦野駅が存在しない事態となった。
発起人に名を連ねる山口（旧姓 高橋）喜十郎は福沢諭吉の弟子であり、大学になる以前の慶應義塾にて福沢から直接学んだ人物である。